# Cecelia Hall
Pour les articles homonymes, voir Hall.
Cecelia Hall est une monteuse son américaine.

## Biographie
Cecilia Hall a été vice-présidente du département son de Paramount Pictures. Elle enseigne à l'UCLA School of Theater, Film and Television (en) et au Savannah College of Art and Design (depuis 2012)
Elle a fait partie du bureau exécutif de l'Academy of Motion Picture Arts and Sciences. Elle a aussi fait partie du conseil d'administration du Motion Picture Sound Editors, dont elle a été la première femme élue présidente, en 1984,.

## Filmographie (sélection)
- 1979 : Star Trek, le film (Star Trek: The Motion Picture) de Robert Wise
- 1982 : Star Trek 2 : La Colère de Khan (Star Trek II: The Wrath of Khan) de Nicholas Meyer
- 1982 : Y a-t-il enfin un pilote dans l'avion ? (Airplane II: The Sequel) de Ken Finkleman
- 1983 : Tendres Passions (Terms of Endearment) de James L. Brooks
- 1983 : Staying Alive de Sylvester Stallone
- 1983 : Flashdance d'Adrian Lyne
- 1984 : Le Flic de Beverly Hills (Beverly Hills Cop) Martin Brest
- 1984 : Star Trek 3 : À la recherche de Spock (Star Trek III: The Search for Spock) de Leonard Nimoy
- 1985 : Pee-Wee Big Adventure (Pee-Wee's Big Adventure) de Tim Burton
- 1985 : Witness de Peter Weir
- 1986 : Golden Child : L'Enfant sacré du Tibet (The Golden Child) de Michael Ritchie
- 1986 : Top Gun de Tony Scott
- 1987 : Cinglée (Nuts) de Martin Ritt
- 1987 : Le Flic de Beverly Hills 2 (Beverly Hills Cop II) de Tony Scott
- 1988 : Les Accusés (The Accused) de Jonathan Kaplan
- 1989 : Les Nuits de Harlem (Harlem Nights) d'Eddie Murphy
- 1990 : À la poursuite d'Octobre rouge (The Hunt for Red October) de John McTiernan
- 1991 : La Famille Addams (The Addams Family) de Barry Sonnenfeld
- 1992 : Jeux de guerre (Patriot Games) de Phillip Noyce
- 1993 : Les Valeurs de la famille Addams (Addams Family Values) de Barry Sonnenfeld

## Distinctions

### Récompenses
- Oscars 1991 : Oscar du meilleur montage de son pour À la poursuite d'Octobre rouge

### Nominations
- Oscars 1987 : Oscar du meilleur montage de son pour Top Gun